# Rosenlund, Uppsala kommun
Rosenlund är  en bebyggelse i Vänge socken i Uppsala kommun, belägen ungefär en mil väster om Uppsala och strax nordöst om tätorten Vänge. SCB avgränsade hären småort från 201 till 2023.